# CAP&Design
CAP&Design är en tidning och event som ges ut av förlaget AGI Publishing House AB, som även ger ut tidningarna Sign&Print, 3DP och Packnorth, med nyhetsbrev varje vecka. Fram till och med 2019 fanns tidskriften även i en tryckt version. CAP&Design vänder sig till personer som på olika sätt arbetar med varumärken, speciellt då som grafiska formgivare och illustratörer. Inhousedagen, Typografi och Rörlig Bild är exempel på förlagets årliga konferenser. Nuvarande chefredaktör är art directorn Mette Rosencrantz.    
Förkortningen CAP i titeln står för Computer Assisted Publishing.

## Fotnoter
1. 1 2 3  CAP&Design, Libris 8264865